# Pseudoilyocypris tuberculatum
Pseudoilyocypris tuberculatum är en kräftdjursart som beskrevs av Ferguson 1967. Pseudoilyocypris tuberculatum ingår i släktet Pseudoilyocypris och familjen Cyprididae. Inga underarter finns listade i Catalogue of Life.